# Ада короткочубий
А́да короткочубий (Knipolegus nigerrimus) — вид горобцеподібних птахів родини тиранових (Tyrannidae). Ендемік Бразилії.

## Опис
Довжина птаха становить 18 см. Самець синювато-чорний, в польоті помітні білі пера. У самиці горло коричневе.

## Підвиди
Виділяють два підвиди:
- K. n. hoflingae Berlepsch, 1884 — північний схід Бразилії;
- K. n. nigerrimus Berlepsch, 1884 — схід і південний схід Бразилії .

## Поширення і екологія
Короткочубі ади живуть в гірських тропічних лісах і чагарникових заростях на висоті від 700 до 2700 м над рівнем моря.